# Osaka Gas

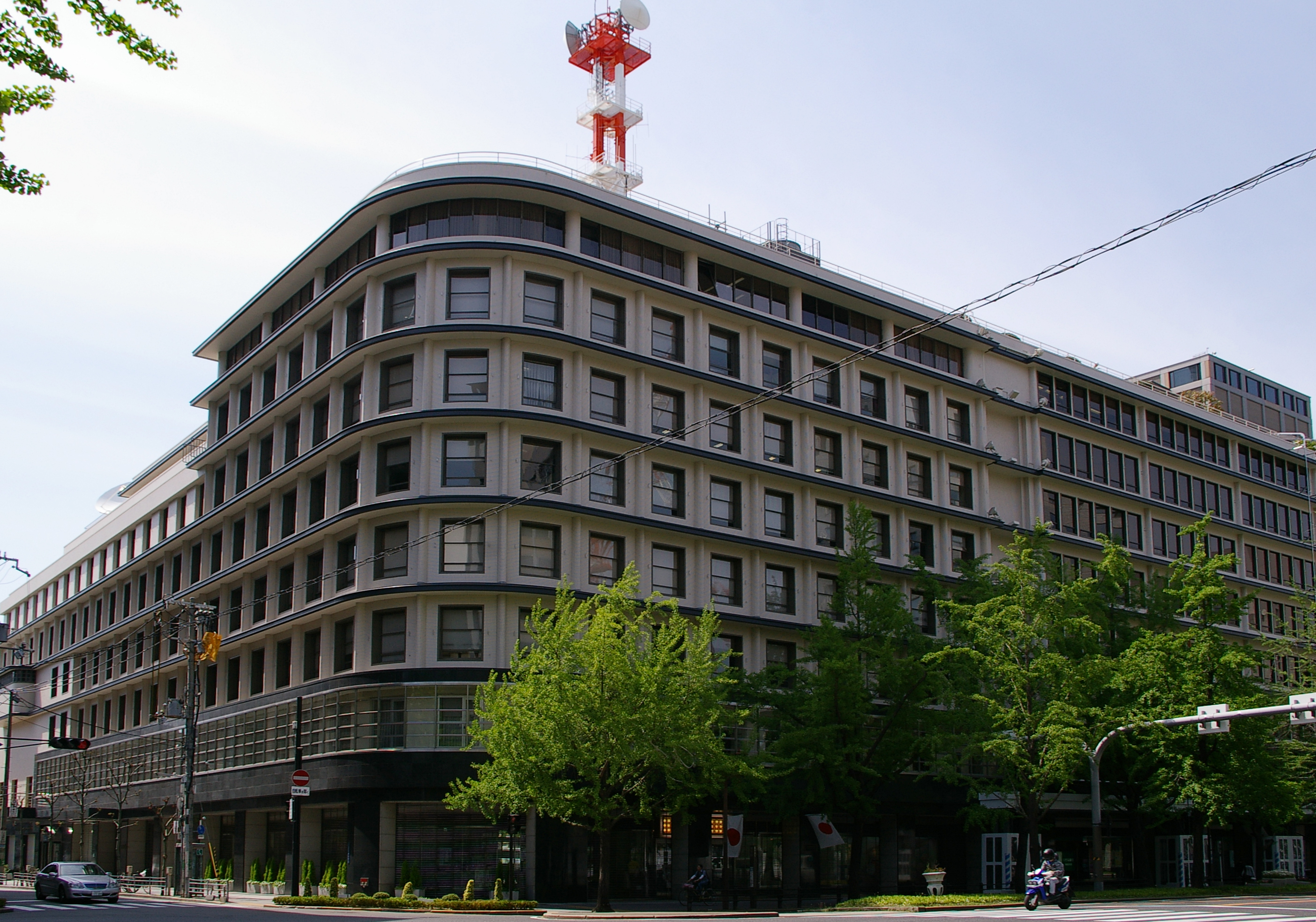
Центральний офіс компанії в Осаці.

Osaka Gas (яп. 大阪瓦斯株式会社) — ключовий постачальник газу в японському регіоні Кінкі. Є другою за величиною газовою компанією Японії, поступаючись лише Tokyo Gas і займаючи частку ринку в 24 %. Крім постачань природного газу, здійснює поставки електроенергії, зрідженого природного і нафтового газу, теплової енергії тощо. Штаб-квартира розташовується в Осаці.

## Історія
Osaka Gas була заснована в квітні 1897 року з капіталом ¥ 350 тисяч. Однак, діяльність з постачання газу була розпочата лише в 1905 році в Осаці.
В 1933 році споруджено будинок головного офісу. В 1945 компанія об'єднується з 14 іншими газовими компаніями регіону Кінкі.
У 1947 році заснована Established Liquid Gas Co., Ltd.. В 1949 році — Osaka Gas Chemicals Co., Ltd., в 1965 — Urbanex Co., Ltd.
В 1971 році завершено будівництво СПГ-терміналу Senboku. В 1972 починаються постачання скрапленого газу на цей термінал з Брунею. В 1977 завершується будівництво другого терміналу Senboku.
В 1983 році створюється Osaka Gas Information System Research Institute Co., Ltd.
В 1984 році введений в експлуатацію термінал Himeji.
У березні 1988 року клієнтська база компанії перевалила п'ятимільйонну позначку. Шестимільйонна відмітка була пройдена в жовтні 1996 року.
В 1999 році створюється OG Capital Co., Ltd.
В 2000 році компанія входить в капітал Nissho Iwai Petroleum Gas Corporation.

## Сьогодення компанії
Osaka Gas імпортує СПГ з Індонезії, Катару, Малайзії, Брунею, Австралії, Оману, а з 2009 року і з Росії.
Наразі компанії належить 6 СПГ-танкерів. Компанія, також, активно інвестує в СПГ-термінали. В управлінні і власності Osaka Gas знаходиться 59700 км розподільних газопроводів.
Крім газорозподільної діяльності Osaka Gas розвиває енергетичний напрямок. Компанії належить в Японії 8 теплових електростанцій (1578 МВт) і 3 вітряні електростанції (46 МВт), а також 13 теплових електростанцій (1334 МВт) і 1 вітрова електростанція (53 МВт) за межами країни. Сукупні енергетичні потужності компанії складають 3011 МВт.
Компанія інвестує спільно з партнерами у видобувні активи по всьому світу — в Австралії, Індонезії, Омані, Норвегії і Канаді.